# Erzbistum Vercelli
Das Erzbistum Vercelli (lat.: Archidioecesis Vercellensis, italienisch: Arcidiocesi di Vercelli) ist eine Erzdiözese der römisch-katholischen Kirche in Italien mit Sitz in Vercelli. Den Rang eines Erzbistums erhielt Vercelli am 17. Juli 1817.

## Geschichte
Die Diözese entstand bereits im 4. Jahrhundert. Der erste Bischof war der sagenumwobene Eusebius von Vercelli. Im Mittelalter war Vercelli auch aufgrund seiner strategischen Lage im Vorfeld eines wichtigen Alpenpasses bedeutender Bischofssitz. Während der Zeit der Langobarden war Vercelli Sitz eines Herzogs und besaß das Recht, Goldmünzen zu prägen. Die Bischöfe Atto und Leo von Vercelli konnten im 10. und 11. Jahrhundert die Machtstellung ihrer Stadt durch königliche Privilegien weiter ausbauen und gegen diverse Angriffe seiner Gegner (unter Führung des Markgrafen Arduin von Ivrea) erfolgreich verteidigen. Machtkämpfe innerhalb des Klerus in der zweiten Hälfte des 11. Jahrhunderts schwächten die Position der Kirche in der Stadt, die in der Mitte des 12. Jahrhunderts eigenständig wurde.

## Einzelnachweise

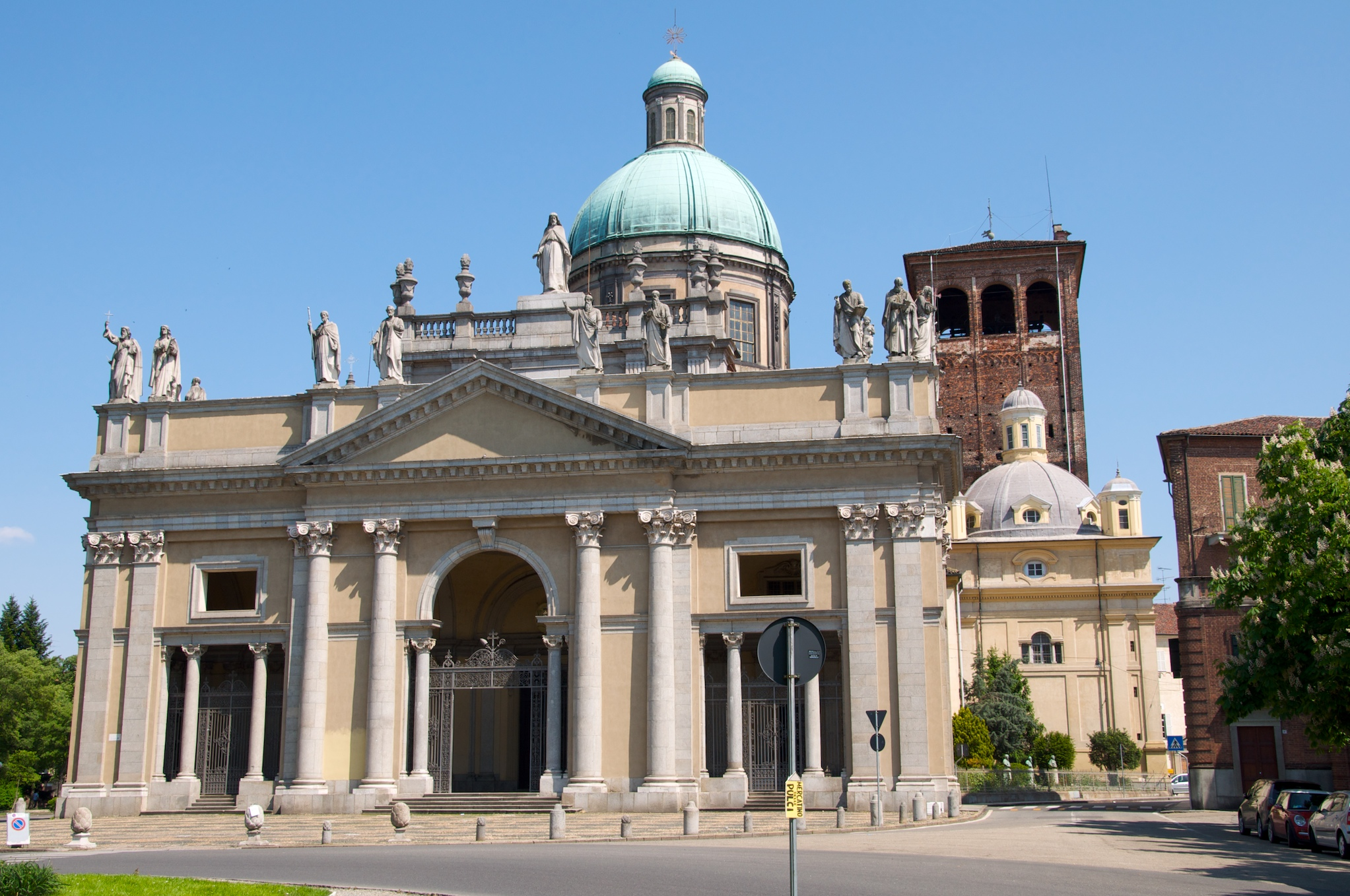
Dom Sant’Eusebio in Vercelli